# Plaça de Sant Antoni (Vilanova i la Geltrú)
La Plaça de Sant Antoni és una obra de Vilanova i la Geltrú (Garraf) protegida com a Bé Cultural d'Interès Local.

## Descripció
Es tracta d'una plaça formada per dues places de planta rectangular, una molt més gran que l'altra, a les que hi concorren ortogonalment diferents carrers. L'església de Sant Antoni Abat i el campanar dominen tot l'espai.
La façana principal de l'església ocupa la cara sud de la plaça. A la cara nord hi trobem la rectoria. La cara est d'ambdues places està definida pel campanar, la mitgera d'una casa amb façana al carrer Major i dues cases entre mitgeres de planta baixa i dues plantes pis, algunes amb la planta baixa transformada però totes mantenint la composició de les plantes pis sobre eixos verticals.
La plaça està il·luminada amb quatre fanals amb el peu de ferro colat.
La plaça Sant Antoni Abat té els orígens en el segle xiv amb la construcció de la primitiva església en els terrenys que ara ocupa la rectoria. L'any 1705 s'acaba la construcció del campanar. L'any 1790 s'enderroca el temple erigit el segle xiv que ocupava juntament amb el fossar, gran part de la plaça actual. L'any 1831s'acaba l'església de sant Antoni. L'any 1977 s'enderroquen les edificacions adossades al campanar.